# Международный культурно-просветительский союз «Русский клуб»
Международный культурно-просветительский союз «Русский клуб» — грузинская общественная неправительственная организация. Зарегистрирована в 2003 году. Входит в Международный союз российских соотечественников (МСРС).
Президент Союза — Николай Свентицкий, директор-распорядитель Тбилисского государственного русского драматического театра им. А. С. Грибоедова, заслуженный деятель искусств РФ, кавалер Ордена Дружбы.
В правление Союза входят: Алла Беженцева — председатель Союз русских женщин Грузии «Ярославна», председатель комиссии по делам женщин при президиуме Международного совета российских соотечественников, кандидат технических наук, лауреат Государственной премии СССР, кавалер «Ордена Чести»; Валерий Харютченко — актёр Тбилисского государственного русского драматического театра им. А. С. Грибоедова, член Театрального общества Грузии, кавалер Ордена Чести и Ордена Дружбы, автор поэтического сборника «Веду я линию…»; Александр Сватиков — главный редактор журнала «Русский клуб», главный хранитель «Дома-музея Смирновых — Пушкинский мемориал», автор буклета «Пушкинский мемориал дома Смирновых», награждён Пушкинской медалью, медалью фонда «Хрустальная роза Виктора Розова» за вклад в отечественную культуру.
На сегодняшний день членами Союза являются более пяти тысяч людей из разных стран мира, как частные персоны, так и целые организации.
Главная задача «Русского клуба» — всестороннее развитие и укрепление культурных связей между Грузией и Россией как двумя независимыми государствами на основе сотрудничества, дружбы и взаимопонимания. Деятельность союза охватывает самые разные сферы жизни — литературу и искусство, образование и науку, спорт и туризм.
С момента основания Союз организовал и реализовал более 150 проектов. Самый масштабный проект Союза — ежегодный Международный русско-грузинский поэтический фестиваль (2007—2011); за пять лет участниками фестиваля были ведущие поэты Грузии и более пятисот литераторов из почти пятидесяти стран мира, среди которых — Евгений Рейн, Алексей Цветков, Олеся Николаева, Бахыт Кенжеев, Равиль Бухараев, Юрий Ряшенцев, Юлий Ким, Сергей Гандлевский, Сергей Чупринин и многие другие.
Союз является издателем общественно-художественного журнала «Русский клуб» — ежемесячного издания, которое освещает самые яркие современные и исторические события и явления в общественной и культурной жизни Грузии и России. «Русский клуб» также издает серию художественных и документальных книг как «Литературное приложение» к журналу. В отдельной серии — «Детская книга» — выходят издания русской детской классики, адаптированные для грузиноязычного читателя («Стихи для детей» А.Барто, «Аленький цветочек» С.Аксакова, «Иван-царевич и Серый волк»).
МКПС «Русский клуб» организует творческие вечера известных деятелей российского искусства (в их числе — Евгений Евтушенко и Сергей Юрский, Юрий Шевчук и Борис Гребенщиков, Олег Басилашвили и Алиса Фрейндлих, Андрей Макаревич и Виктор Шендерович и др.); издает книги поэзии и прозы, художественные альбомы, диски, календари; проводит литературно-музыкальные вечера, посвященные знаменательным историческим датам и юбилеям выдающихся деятелей русской литературы; содействует Тбилисскому русскому драматическому театру имени А. С. Грибоедова в поставке спектаклей; организует разнообразные экскурсии по памятным местам, научно-популярные конференции и творческие конкурсы.
В 2009 году при Тбилисском академическом государственном русском драматическом театре имени А. С. Грибоедова при поддержке Международного культурно-просветительского Союза «Русский клуб» организована театр-студия юного актёра «Золотое крыльцо». Художественный руководитель студии — заслуженная артистка Грузии Ираида Квижинадзе.
Обучение в студии помогает детям выявить и развить актерские способности. Для тех, кто желает связать свою жизнь с театром, «Золотое крыльцо» — первая ступень на пути к актёрской профессии.
Обучение в театральной студии «Золотое крыльцо» бесплатное, осуществляется на русском языке.